# Алконост

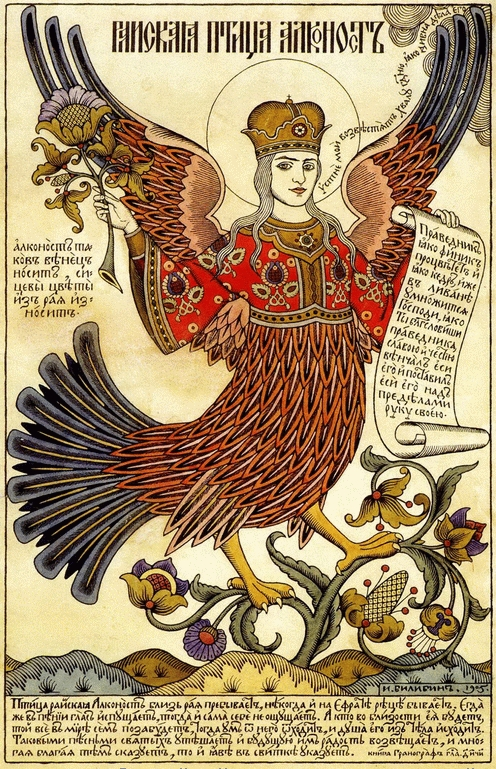
Іван Білібін. «Алконост» (початок XX ст.)

Алконо́ст (Алконст, Алконос) — у руських та візантійських середньовічних легендах райська діва-птах, що приносить щастя, в апокрифах та переказах : птах світлого смутку й печалі. Легенда про птаха Алконоста перегукується з легендою про птаха Сіріна та навіть частково її повторює — ці легенди були широко розповсюджені у Русі («лубочні малюнки» XIX століття, початку XX століття) серед простого народу в рамках православ'я.

## Походження назви та образу Алконоста
Назва «Алконост» має витоки з грецького міфу про Алкіону, яка була перетворена богами на рибалочку. Цей райський казковий птах став відомий з давньоруської літератури (Палея XIV ст., Азбуковник XVI—XVII ст.) та лубочних малюнків. Назва та образ його, що вперше з'явилися в перекладах, є результатом непорозуміння: ймовірно, при переписуванні «Шестиднева» Іоанна Болгарського, де мова йде про рибалочку (грець. ἀλκυών = Алкіон) — слова слов'янського тексту «алкіонъ є птах морський» перетворилися на «алконостъ».

Але все вищесказане поясню лише «виникнення назви Алконост», а стосовно «рис цієї коронованої птице-жінки» пояснень обмаль:
 — в міфі про Алкіону — нема цього образу Алконоста як «коронованого птаха-жінки». Тим більш не мав «корони» птах рибалочка;
 — існує гіпотеза, що «витоки образів Алконоста та Сіріна» слід шукати в міфі про сирен — але сирени не є ані «коронованими», ані «райськими істотами»;
 — найнезрозумілішим є наявність у Алконоста (та Сіріна, Гамаюна) — корон на головах. Адже подібних корон не мають найвидатніші християнські святі (наприклад див. іконографію Св. Миколи, архангела Михаїла); ці «корони Алконоста, Сіріна, Гамаюна» не можуть бути пояснені й їх «життям в раю» (бо навіть «головний на райських воротах Св. Петро» не має корони). Взагалі-то, в православній християнській іконографії — «корони» мали лише члени «святого сімейства» та «божественної трійці»: Ісус, бог-батько, Дух Святий, Св. Марія.
Отже, імовірно, що вказані «короновані птице-діви» — відображають якийсь культ «власне руський, східно-слов'янський» (оскільки вказані птице-діви проявляють майже виключно в Русі); й ці «птице-діви» є відгомоном дохристиянських або апокрифічних образів (на зразок птице-дів з Київських колтів часів Київської Русі).
Прибічники «Велесової книги» (насамперед в рідновір'ї) пояснюють існування цих «коронованих птице-дів» як відгомін культу «царственної птице-жінки МатиреСви» (МатиреСва є «найпопулярнішим божеством Велесової книги», де має функцію «цариця раю»).

## Риси Алконоста
Алконост втішає своїм співом святих, сповіщаючи їм майбутнє життя. Алконост несе яйця на березі моря і, занурюючи їх у глибину моря, робить його спокійним на 7 днів. Спів Алконоста настільки чудовий, що почувши його, люди забувають про все на світі.
Алконост зображується на російських лубочних малюнках напівжінкою-напівптицею з великими різнокольоровими крилами та пір'ям; з людськими руками та тілом. Дівоча голова, увінчана короною й «ореолом, на якому іноді поміщено короткий напис». В руках тримає райські квіти або розгорнутий сувій з пояснювальним написом. У деяких «описах Алконоста» згадується «річка Евфраній» як місце його проживання.
Існує підпис під одним з лубочних малюнків з зображенням Алконоста:

— «Алконост поблизу раю перебуває, іноді й на Єфраті-річці буває.

Коли в співі голос іспущаєт, тоді й сам себе не відчуває.

А хто поблизу тоді буде, той все на світі забуде :

тоді розум від нього відходить, і душа з тіла виходить.

Такими піснями святих утішаєт, і майбутню їм радість возвещаєт.

І многая благая тим сказуєт, то і Яві перстом указуєт».

Зрівнятися з Алконостом у сладкозвучі може лише птах Сірін.

## Галерея

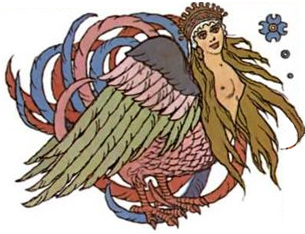
Іван Білібін. «Алконост» (початок XX ст.)
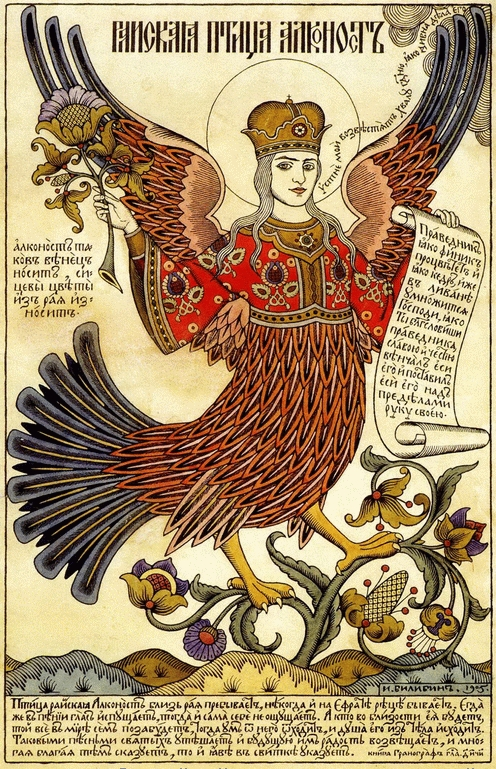
Іван Білібін. «Алконост» (початок XX ст.)
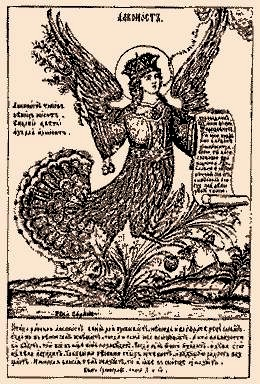
Поштова картка (1908 р., Росія)
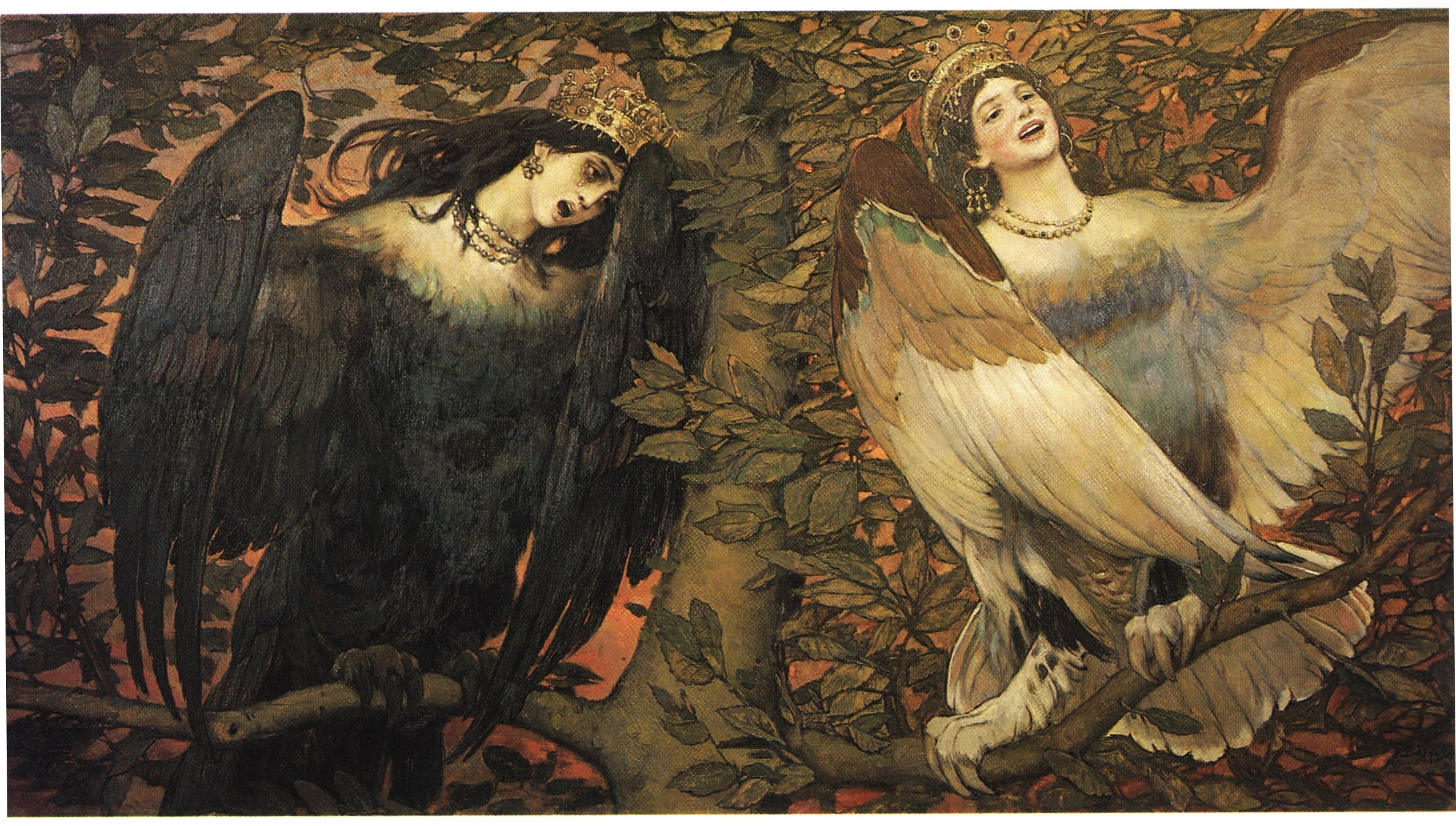
Васнєцов В. М. «Сирин (зліва) та Алконост (справа) Птиці радості та смутку» (1896)
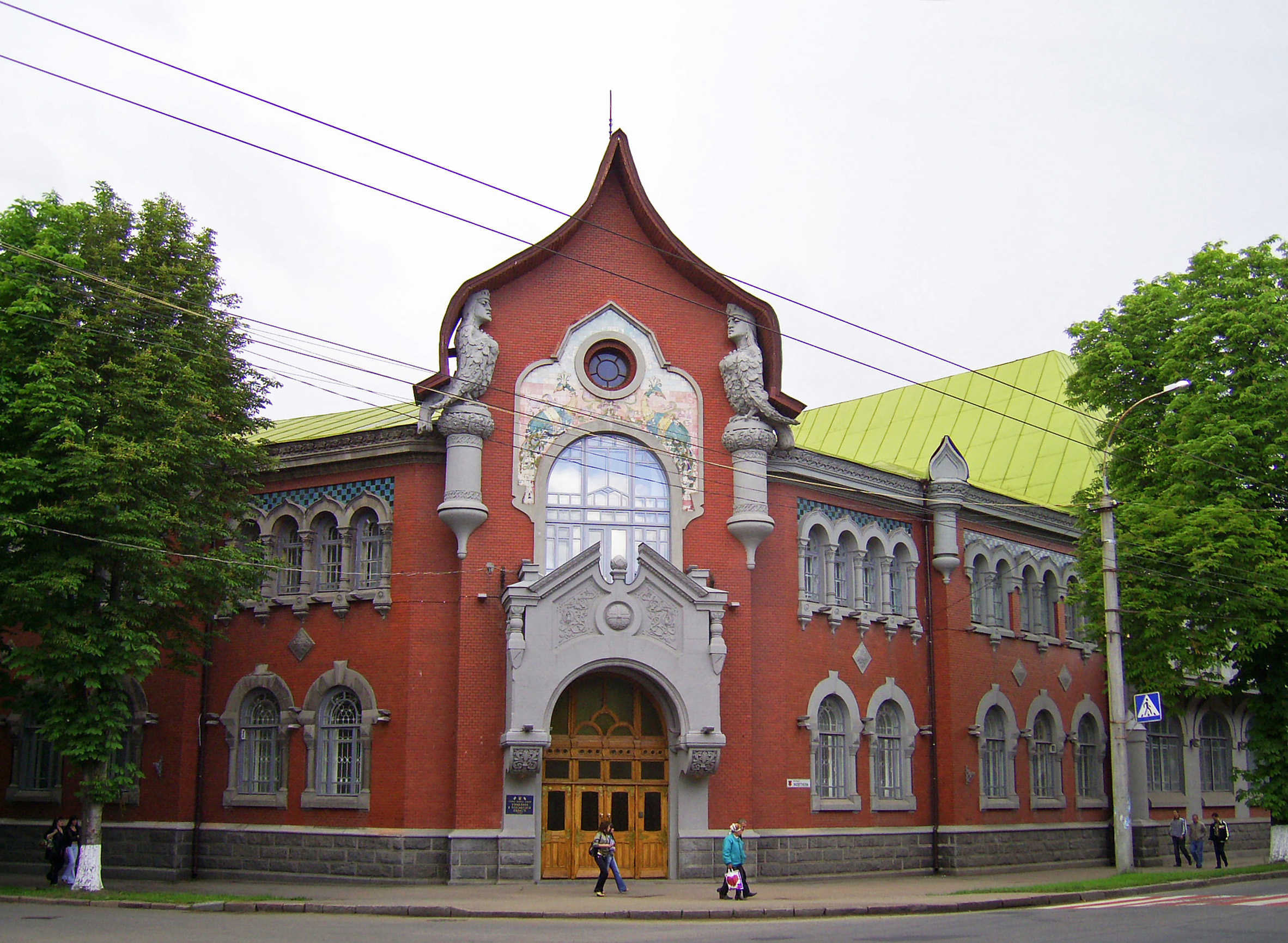
Алконости на фасаді Будинку Дворянського і Селянського банк у Полтаві